# Clément Pinault
Clément Pinault (Grasse, 4 de Fevereiro de 1985 - Clermont-Ferrand, 22 de janeiro de 2009) foi um futebolista francês que atuava como zagueiro.
Faleceu aos 23 anos de idade, vítima de um infarto.